# 大袈裟太郎
大袈裟 太郎（おおげさ たろう、1982年 - ）は、日本の政治活動家、ヒップホップMC、ラジオパーソナリティ、俳優、人力車夫。

## 来歴
東京都出身。浅草や渋谷を中心に人力車夫として活動。2016年からは東京都や沖縄で政治活動や取材を行っており、2021年からはジャーナリストを名乗っている。
- 2021年12月8日:大袈裟が原告として産経新聞を相手取り名誉毀損の訴訟を提起していたことを公表[1]。

## 音楽活動

### 楽曲・PV
- 歩きつづけろ(2017)  YouTube配信のみのPV。沖縄の米軍基地問題をテーマにしたリリックの曲[2]。しかし、前述の通り2021/6/17には削除されており、現在は閲覧できない。
- 握手券なんかいらない(2014)[3]

## 政治活動

### 沖縄県での政治活動
2017年11月9日、名護市辺野古の新基地建設現場ゲート前で抗議行動中に、交通整理中の警察官の指示棒を取り上げたとして、公務執行妨害と窃盗の現行犯で逮捕されたが

、容疑を否認し、翌10日に釈放された。
2018年1月、お笑いコンビウーマンラッシュアワーの村本大輔と名護市辺野古にて、基地移設反対派の人々と交流したと村本がTwitter上で明かした。 
2018年名護市長選挙では普天間飛行場の辺野古移設への反対を訴え三選を目指す現職の稲嶺進の選挙活動を応援した。

## 取材活動
- 2016年、沖縄での取材を開始(https://diamond.jp/articles/-/310908)
- 2019年、香港、韓国、台湾などのプロテストを取材(https://hbol.jp/hbo_comment_people/%e5%a4%a7%e8%a2%88%e8%a3%9f%e5%a4%aa%e9%83%8e/)
- 2020年、米国BLM、大統領選挙を取材(https://shinsho-plus.shueisha.co.jp/?s=%E5%A4%A7%E8%A2%88%E8%A3%9F%E5%A4%AA%E9%83%8E)

### 集英社新書プラス、講談社フライデーデジタル、ダイヤモンドオンライン、GQ JAPANなどの媒体に寄稿。
- 集英社新書プラス(https://shinsho-plus.shueisha.co.jp/?s=%E5%A4%A7%E8%A2%88%E8%A3%9F%E5%A4%AA%E9%83%8E)
- 講談社フライデーデジタル(https://friday.kodansha.co.jp/article/145072)
- ダイヤモンドオンライン(https://diamond.jp/articles/-/310908)
- GQ JAPAN(https://www.gqjapan.jp/article/20230515-okinawa-fiftyone-years)

## トラブル
ゆうちょ銀行口座凍結
2017年6月6日午後3時頃、大袈裟太郎のゆうちょ預金通帳がATMに吸い込まれたまま戻らなくなる。
一切の取引が不能な状態で、窓口の郵便局員からは口座凍結の事実を告げられ、本社への問い合わせを指示された。自宅へ届いていた特定記録郵便には「法令や公序良俗に反する行為に利用される、又はその恐れがあると認められる」という凍結理由が記載されていた。
担当窓口へ幾度と問い合わせるも、明確な理由の説明はないまま、翌7日に凍結は解除された。
スパイ認定被害
香港民主化デモを取材する大袈裟太郎に対し、2019年11月19日、Twitter上で漫画家の孫向文が「香港でスパイ活動をしている」「中国共産党の手先」等の内容を中国語、日本語、英語で投稿。大袈裟の写真を添付した上で「彼の要求を無視してください」と呼びかけた。
大袈裟は「悪質なデマ」として（警察の弾圧が激化する香港で取材を続ける上で）危険にさらされたと抗議。一時、取材を控えざるを得なくなったとしている。
その後、沖縄タイムスが孫に対し投稿の根拠を問う内容の取材を行うが回答はなされないままツイートは削除。孫は同紙から取材の申込みがあったことを明かした上で「極左暴力に負けて」削除したと投稿した。
孫向文は該当ツイートの前にチャンネル桜沖縄支局のキャスターで参院選出馬経験のあるボギー手登根 (手登根安則)から「孫さん、この男が普段中共に親近感を持つ沖縄の極左暴力集団と懇意であることを同胞の方々にお伝え下さい」と促されており、実際にツイートした後、手登根に対して「ツイートしました！」と報告していた。孫と同様、沖縄タイムスの取材には手登根も応じていない。
香港民主化デモを取材した経験のあるジャーナリストの李真煕は「（香港におけるデモの）現場には不信感が渦巻いており、攻撃される可能性は高い」として大袈裟に身の危険が降りかかる恐れを指摘した。